# Bohemundo IV de Antioquía
Bohemundo IV de Antioquía o Bohemundo I de Trípoli, también conocido como Bohemundo el Tuerto (en francés: Bohémond le Borgne; c. 1175-1233), fue conde de Trípoli de 1187 a 1233, y príncipe de Antioquía de 1201 a 1216 y de 1219 a 1233. Era el hijo menor de Bohemundo III de Antioquía. El moribundo Raimundo III de Trípoli ofreció su condado al hermano mayor de Bohemundo, Raimundo, pero su padre envió a Bohemundo a Trípoli a fines de 1187. Saladino, sultán de Egipto y Siria, conquistó el condado, salvo por la capital y dos fortalezas, en el verano de 1188.
Raimundo murió a principios de 1197, dejando a un hijo póstumo, Raimundo Rubén. La madre de Raimundo Rubén, Alicia, era la sobrina de León I de Armenia, quien persuadió a los nobles antioquenos a reconocer el derecho de Raimundo Rubén a suceder a su abuelo. Sin embargo, los burgueses latinos y griegos proclamaron a Bohemundo heredero de su padre. Después de que su padre murió en abril de 1201, Bohemundo se apoderó de Antioquía con el apoyo de los burgueses, los caballeros templarios y hospitalarios, y los comerciantes italianos.
Bohemundo hizo una alianza con Az-Zahir Ghazi, emir de Alepo, y Kaikaus I, el sultán de Rum, que a menudo invadió Cilicia durante los años siguientes, para evitar que León I atacara a Antioquía. Los conflictos entre Bohemundo y los patriarcas latinos de Antioquía permitieron a Raimundo Rubén apoderarse de Antioquía en 1216, pero Bohemundo recuperó el principado en 1219. Después de la muerte de León I, Bohemundo intentó asegurar Armenia para su hijo menor, Felipe, pero Constantino de Baberon, quien había administrado Armenia durante los años anteriores, encarceló a Felipe en 1224. Bohemundo se alió con Kaikubad I, sultán de Rum, pero no pudo evitar el asesinato de Felipe en 1225.

## Primeros años
Bohemundo era el hijo menor de Bohemundo III de Antioquía y su primera esposa, Orgullosa de Harenc y nació alrededor de 1175. Su madre fue mencionada por última vez en una carta emitida en 1175 y su padre se volvió a casar, esta vez con Teodora, pariente del emperador bizantino Manuel I Comneno, pero la repudió poco después del fallecimiento de este último en 1180. Luego se desposaría con Sibila, una noble antioquena, descrita como prostituta o hechicera por los cronistas del siglo XII, quien además era una espía de Saladino, sultán de Egipto y Siria. El patriarca latino de Antioquía, Emerico de Limoges, excomulgó a Bohemundo III por su tercer matrimonio.

## Reinado

### Conde de Trípoli
Raimundo III de Trípoli, que carecía de descendencia, decidió legar su condado a su ahijado, Raimundo, hijo primogénito del príncipe Bohemundo III. El príncipe envió a Bohemundo en su lugar, porque la unión de Antioquía y Trípoli bajo un único monarca podía poner en peligro la defensa de ambos Estados cruzados. Raimundo III ordenó a sus vasallos rendir homenaje a Bohemundo. El conde moribundo, que era miembro de la Casa de Tolosa, también prescribió que si otro miembro de su familia viniera de Tolosa, Bohemundo debía entregarle el condado. Raimundo murió a fines de 1187. Las cartas emitidas durante los primeros años del gobierno de Bohemundo implican que su hermano mayor fue considerado conde titular de Trípoli por un tiempo.
Después de que Saladino conquistara casi todo el Reino de Jerusalén en la segunda mitad de 1187, la reina Sibila buscó refugio en Trípoli, que se convirtió en el centro de sus seguidores. Los nobles que condenaron a su esposo, Guido de Lusignan, por la caída del reino, se unieron a Conrado de Montferrato en Tiro. Saladino decidió invadir los Estados cruzados en Siria. Comenzó su campaña militar contra Trípoli en mayo de 1188, pero la llegada de la flota de Guillermo II de Sicilia salvó la ciudad. Luego de que los sarracenos capturaran Tortosa y Gibelet en julio, únicamente Trípoli, el Crac de los Caballeros y la ciudadela de Tortosa permanecieron bajo el dominio cristiano en el condado.
Saladino liberó a Guido de Lusignan, quien se unió a su esposa. El exrey y sus partidarios abandonaron Trípoli y sitiaron Acre en agosto de 1189. El asedio fue la primera señal de una nueva ofensiva cristiana. Ricardo I de Inglaterra no pudo volver a ocupar Jerusalén durante la tercera cruzada, pero aseguró la supervivencia del Reino de Jerusalén antes de abandonar Tierra Santa el 9 de octubre de 1192. Aprovechando la cruzada, el padre de Bohemundo firmó una tregua de diez años con Saladino el 30 de octubre de 1192. La tregua aseguraba tanto a Antioquía como a Trípoli.
La madrastra de Bohemundo, Sibila, quería asegurar la sucesión del trono antioqueno para su hijo, Guillermo. León, soberano del Reino armenio de Cilicia, aprovechó sus ambiciones. Con su ayuda, capturó y encarceló a Bohemundo III a principios de 1194. León también obligó al príncipe a entregarle Antioquía, pero los burgueses latinos y griegos formaron una comuna e impidieron que los soldados armenios tomaran la ciudad. La comuna proclamó a su hijo mayor, Raimundo, regente. El joven Bohemundo partió apresuradamente de Trípoli a Antioquía a la cabeza de su ejército para ayudar a su hermano, obligando a las tropas armenias a regresar a Cilicia. León liberó a su padre únicamente después de que este renunciara a su reclamo de soberanía sobre Cilicia.
Raimundo murió a principios de 1197. Su viuda, Alicia, era la sobrina y heredera de León de Cilicia. Bohemundo III envió a su nuera y su hijo póstumo, Raimundo Rubén, a la corte de León; esto implicaría que deseaba desheredar a su nieto. León persuadió al legado papal, Conrado de Wittelsbach, arzobispo de Maguncia, de visitar Antioquía. A petición del arzobispo, el príncipe declaró heredero a su nieto y ordenó a los nobles antioquenos de jurarle lealtad. Raimundo Rubén era el único hijo del primogénito de Bohemundo III y, por lo tanto, heredero por primogenitura, pero Bohemundo era el pariente masculino más cercano del príncipe y, por lo tanto, heredero por proximidad consanguínea.
A principios de 1198, Bohemundo marchó hacia Antioquía y obtuvo el apoyo de las órdenes militares y los comerciantes italianos, prometiéndoles nuevas concesiones. La comuna también reconoció su pretensión de gobernar, porque los burgueses temían que la influencia de los armenios aumentara si Raimundo Rubén sucedía a su abuelo. Bohemundo regresó a Trípoli poco después de que se confirmara su reclamo, porque León irrumpió en el principado para restaurar a su padre en el trono. Bohemundo se declaró «hijo del príncipe Bohemundo de Antioquía y por la gracia de Dios conde de Trípoli» para enfatizar su derecho a heredar Antioquía.

### Guerra de sucesión en el Principado de Antioquía
Bohemundo se apresuró a partir a Antioquía cuando su padre murió en abril de 1201. La comuna confirmó su derecho a gobernar. Las órdenes militares también lo apoyaron, pero los nobles que se mantuvieron leales a su sobrino huyeron a Cilicia. León asedió a Antioquía para defender el reclamo de Raimundo Rubén. Bohemundo pactó una alianza con Az-Zahir Ghazi, emir de Alepo, y Kaikaus I, sultán de Rum, lo que obligó a las tropas armenias a regresar a Cilicia.
León trató de obtener el apoyo de la Santa Sede contra Bohemundo, prometiendo unificar la iglesia armenia con Roma. El papa Inocencio III envió al cardenal Soffredo Gaetani a Antioquía a fines de la primavera de 1203. Bohemundo se negó a reunirse con el legado papal, declarando que los patriarcas de Antioquía y Jerusalén lo habían excomulgado por desavenencias con los Hospitalarios. Gaetani medió una reconciliación entre estos, pero Bohemundo insistió en que el legado no podía ser mencionado en el acuerdo, porque la Santa Sede no podía emitir un juicio sobre los derechos feudales en el principado.
En 1203, Renard de Nephin, vasallo de Bohemundo, se casó con Isabel, la heredera de Gibelacar, sin su autorización. La Alta Corte de Trípoli ordenó la confiscación de los feudos de Renard. Sin embargo, este decidió oponerse y obtuvo el apoyo de León de Cilicia y Emerico de Lusignan, rey de Chipre y Jerusalén. Bohemundo viajó a Acre en el verano de 1204 para encontrarse con María de Champaña. Su esposo, Balduino, había sido coronado recientemente emperador en Constantinopla. Hizo homenaje a la emperatriz, y reconoció la soberanía de los emperadores latinos sobre Antioquía. María trató de mediar en una reconciliación entre Bohemundo y León, pero murió en agosto.
Renard de Nephin saqueó los campos y condujo a sus tropas a Trípoli a fines de 1204. Bohemundo perdió un ojo en una batalla a las puertas de la ciudad. Solo pudo aplastar la rebelión después de que Emerico muriera en abril de 1205. Capturó Nephin y Gibelacar antes de fin de año, obligando a Renard a huir a Chipre. En poco tiempo, Bohemundo regresó a Antioquía.
Bohemundo ya había tenido malos términos con Pedro de Angulema, patriarca latino de Antioquía. Aprovechando un conflicto entre el patriarca y el legado papal, Pedro Capuano, restauró al patriarca ortodoxo oriental de Antioquía, Simeón II, a principios de 1206 o 1207. Pedro y el legado papal se reconciliaron y el patriarca excomulgó a Bohemundo, Simeón y la comuna con la aprobación de la Santa Sede. También impuso un interdicto sobre Antioquía, pero los burgueses ignoraron su decisión y visitaron las iglesias griegas.

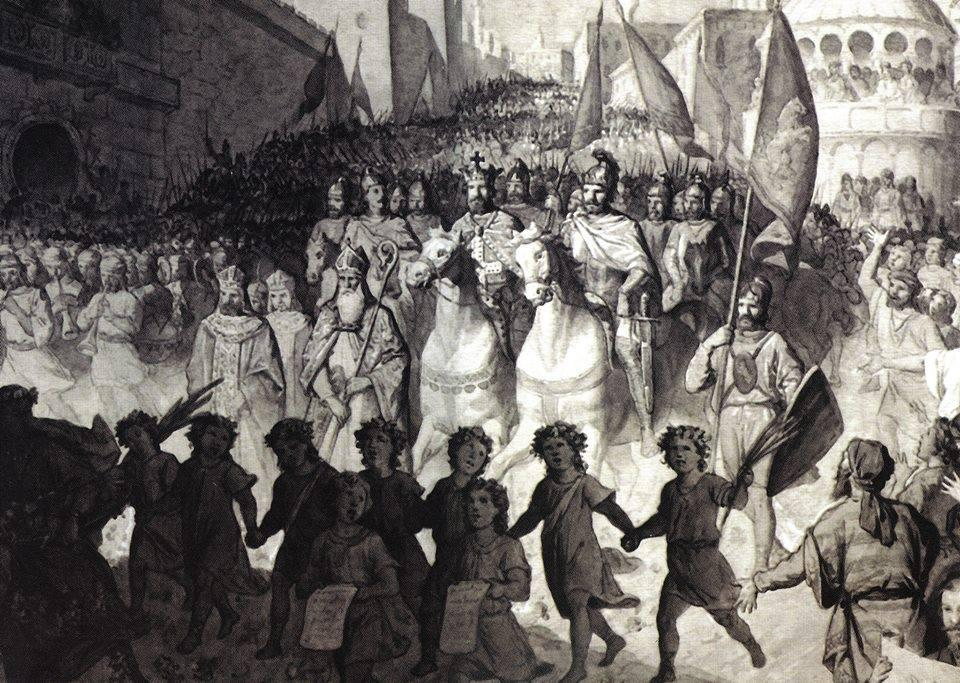
Entrada de los ejércitos armenios en Antioquía. Obra de Juliano Zasso, 1885.

Pedro de Angulema ayudó a los partidarios de Raimundo Rubén a regresar de Cilicia al principado a fines de 1207. Sorprendido por el ataque, Bohemundo buscó refugio en la ciudadela. Aunque León también entró en la ciudad, Bohemundo pudo reunir sus tropas y derrotar a sus enemigos. Capturó y encarceló al patriarca latino que se negó a reconocerlo como el príncipe legítimo. Después de que Pedro murió de sed, el papa Inocencio III ordenó a Alberto Avogadro, patriarca latino de Jerusalén, que excomulgara a Bohemundo. El conde Bohemundo continuó apoyando al patriarca ortodoxo oriental y no permitió que Pedro de Ivrea, el nuevo patriarca latino de Antioquía, visitara su sede. También debatió el derecho de la Santa Sede a emitir un juicio sobre la sucesión en Antioquía, afirmando que el principado era un feudo de los emperadores latinos de Constantinopla.
Los hospitalarios hicieron incursiones contra Hama, Homs y Latakia desde sus castillos en los reinos de Bohemundo. Al-Adil I, sultán de Damasco y Egipto, culpó al conde por las acciones de los caballeros. El sultán irrumpió en el Condado de Trípoli, obligando a Bohemundo a pagar una compensación en 1208 o 1209.
Az-Zahir Ghazi invadió Cilicia para evitar que León atacara Antioquía en 1209. Los soldados armenios que intentaron apoderarse de una caravana hirieron a Guillaume de Chartres, Gran maestre del Temple, en una escaramuza en las planicies cerca de Antioquía en 1211. Su acción molestó al papa Inocencio que excomulgó a León. Bohemundo expulsó al patriarca ortodoxo oriental de Antioquía, permitiendo a Pedro de Ivrea hacerse cargo de su sede. Juan de Brienne, rey de Jerusalén, envió refuerzos a Antioquía para luchar contra los armenios. León envió a Raimundo Rubén para atacar los dominios de los templarios en el principado de Bohemundo en 1212.
Un grupo de asesinos mató al hijo mayor de Bohemundo, Raimundo, en 1213. En ese momento, los asesinos eran tributarios de los Hospitalarios y Bohemundo sospechaba que los estos habían estado involucrados en el asesinato. Después de que Bohemundo y los templarios sitiaron su fortaleza en Khawabi, los asesinos buscaron la ayuda del antiguo aliado del principado, Az-Zahir Ghazi. Este último apeló a Al-Adil, aunque habían sido enemigos. Su alianza obligó a Bohemundo a levantar el asedio y enviar una disculpa a Az-Zahir Ghazi.
Bohemundo prefirió quedarse en Trípoli, lo que causó descontento entre los ciudadanos antioquenos. Pedro de Ivrea, los Hospitalarios y Acario de Sarmenia, que era senescal de Antioquía y jefe de la comuna, comenzaron las negociaciones con León de Cilicia sobre la rendición del principado a Raimundo Rubén. Ayudaron a las tropas armenias a entrar en Antioquía el 14 de febrero de 1216. Los templarios abandonaron la ciudadela sin resistencia y Raimundo Rubén fue coronado como príncipe.
Leopoldo VI de Austria, que desembarcó en Acre a fines del verano de 1217, invitó a Bohemundo a unirse a la quinta cruzada. Este y sus vasallos marcharon a Acre. Sin embargo, la cruzada terminó en fracaso debido a la falta de un comando unido. Bohemundo dejó el Reino de Jerusalén junto con Andrés II de Hungría y Hugo I de Chipre en enero de 1218. Andrés asistió a la boda de Bohemundo y la media hermana de Hugo, Melisenda de Lusignan, en Trípoli. Durante el mismo año, las tropas musulmanas realizaron una incursión de saqueo contra el Condado de Trípoli.

### Conflictos

Situación de los territorios de Bohemundo IV a fines de su reinado.

En 1219, un grupo de nobles antioquenos se alzó contra el nuevo príncipe, que había perdido el apoyo de León de Cilicia. Su líder, Guillermo Farabel, instó a Bohemundo a venir a Antioquía. Raimundo Rubén buscó refugio en la ciudadela, pero se vio obligado a abandonar Antioquía. Confió la ciudadela a los Hospitalarios. Bohemundo se apresuró a Antioquía y se apoderó del principado. Los Hospitalarios abandonaron la ciudadela sin resistencia.
En poco tiempo, Bohemundo otorgó Jabala (que aún estaba por conquistar) a los templarios, aunque Raimundo Rubén había prometido la ciudad a los Hospitalarios. El legado papal, el cardenal Pelagio, negoció un acuerdo entre las órdenes militares, dividiendo la ciudad entre ellos. Sin embargo, Bohemundo se mantuvo hostil a los Hospitalarios. Después de confiscar sus propiedades en Antioquía, Pelagio lo excomulgó.
Constantino de Baberon, el regente de Isabel de Cilicia, ofreció su mano al hijo de Bohemundo, Felipe, porque necesitaba su ayuda contra  Kaikubad I, sultán de Rum. Bohemundo aceptó la oferta y su hijo se casó con Isabel en junio de 1222. El príncipe y Felipe repelieron un ataque turco contra Cilicia. El favoritismo de Felipe hacia sus siervos francos permitió a Constantino organizar un complot en su contra. Felipe y sus seguidores fueron capturados y encarcelados a finales de 1224. Bohemundo intentó asegurar la liberación de su hijo a través de negociaciones. Apeló al papa Honorio III, pero el papa confirmó su excomunión y prohibió a los templarios que lo ayudaran. Bohemundo persuadió a Kaikubad I para que invadiera Cilicia. Aunque el hijo de Bohemundo ya había sido envenenado, Constantino de Baberon prometió que Felipe sería liberado si Bohemundo venía a Cilicia. Poco después de su partida, Shihab ad-Din Toghril, atabeg de Alepo, irrumpió en el Principado de Antioquía. Después de enterarse de la muerte de su hijo y la invasión de Toghril, Bohemundo se apresuró a regresar.
El soberano del Sacro Imperio, Federico II Hohenstaufen, convocó a los gobernantes cristianos de Siria y Tierra Santa a Chipre. Bohemundo se le unió mientras Federico marchaba de Limasol a Nicosia en agosto de 1228. El emperador exigió un juramento de lealtad para Antioquía y Trípoli de Bohemundo, pero este fingió una crisis nerviosa y regresó a Nephin. Bohemundo volvió a reunirse con Federico en Acre en 1229, pero los reinos de Bohemundo no fueron incluidos en el tratado de paz entre Federico y Al-Kamil, sultán de Egipto, el 18 de febrero de 1229.
A pedido de los Hospitalarios, el papa Gregorio IX repitió la excomunión de Bohemundo en marzo de 1230. Autorizó a Gerardo de Lausana, patriarca de Jerusalén, a levantar la prohibición si el príncipe aceptaba hacer las paces con los Hospitalarios. Con la mediación de Gerardo y los Ibelíns, Bohemundo y los Hospitalarios hicieron un tratado que se firmó el 26 de octubre de 1231. Bohemundo confirmó el derecho de los Hospitalarios a retener a Jabala y una fortaleza cercana y les otorgó feudos tanto en Trípoli como en Antioquía. Los caballeros renunciaron a los privilegios que Raimundo Rubén les había otorgado. En poco tiempo, Gerardo de Lausana levantó la excomunión y envió el tratado a Roma para ser confirmado por la Santa Sede.
Juan de Ibelin, quien era el jefe de los oponentes del emperador Federico en los reinos de Jerusalén y Chipre, trató de convencer a Bohemundo para que apoyara su causa. Juan envió a su hijo, Balián, a Trípoli para negociar con Bohemundo, pero este se mantuvo neutral en el conflicto. Bohemundo murió en marzo de 1233, unas semanas antes de que la confirmación del papa de su tratado con los Hospitalarios llegara a Trípoli. Fue considerado como un gran jurista por sus contemporáneos.

## Matrimonio y descendencia
| \| \| \| \| \| \| \| \| \| \| \| \| \| \| \| \| \| \| \| \| \| \| \| \| \| \| \| \| \| \| \| \| \| Raimundo de Poitiers \| Raimundo de Poitiers \| Raimundo de Poitiers \| Raimundo de Poitiers \| Raimundo de Poitiers \| Raimundo de Poitiers \| \| \| Constanza de Antioquía \| Constanza de Antioquía \| Constanza de Antioquía \| Constanza de Antioquía \| Constanza de Antioquía \| Constanza de Antioquía \| \| \| Reinaldo de Châtillon \| Reinaldo de Châtillon \| Reinaldo de Châtillon \| Reinaldo de Châtillon \| Reinaldo de Châtillon \| Reinaldo de Châtillon \| \| \| \| \| \| \| \| \| \| \| \| \| \| \| \| \| \| \| \| \| \| \| \| \| \| \| \| \| \| \| \| \| \| \| \| \| \| \| \| \| \| \| \| \| \| \| \| \| \| \| \| \| \| \| \| \| \| \| \| \| \| Raimundo de Poitiers \| Raimundo de Poitiers \| Raimundo de Poitiers \| Raimundo de Poitiers \| Raimundo de Poitiers \| Raimundo de Poitiers \| \| \| Constanza de Antioquía \| Constanza de Antioquía \| Constanza de Antioquía \| Constanza de Antioquía \| Constanza de Antioquía \| Constanza de Antioquía \| \| \| Reinaldo de Châtillon \| Reinaldo de Châtillon \| Reinaldo de Châtillon \| Reinaldo de Châtillon \| Reinaldo de Châtillon \| Reinaldo de Châtillon \| \| \| \| \| \| \| \| \| \| \| \| \| \| \| \| \| \| \| \| \| \| \| \| \| \| \| \| \| \| \| \| \| \| \| \| \| \| \| \| \| \| \| \| \| \| \| \| \| \| \| \| \| \| \| \| \| \| \| \| \| \| \| \| \| \| \| \| \| \| \| \| \| \| \| \| \| \| \| \| \| \| \| \| \| \| \| \| \| \| \| \| \| \| \| \| \| \| \| \| \| \| \| \| \| \| \| \| \| \| \| \| \| \| \| \| \| \| \| \| \| \| \| \| \| \| \| \| \| \| \| \| \| \| \| \| \| \| \| \| \| \| \| \| \| \| \| \| \| \| \| \| \| \| \| \| \| \| \| \| \| \| \| \| \| \| \| \| \| \| \| \| \| \| \| \| \| \| \| \| \| \| \| \| \| \| \| \| \| \| \| \| \| \| \| \| Orgullosa de Harenc \| Orgullosa de Harenc \| Orgullosa de Harenc \| Orgullosa de Harenc \| Orgullosa de Harenc \| Orgullosa de Harenc \| \| \| Bohemundo III de Antioquía \| Bohemundo III de Antioquía \| Bohemundo III de Antioquía \| Bohemundo III de Antioquía \| Bohemundo III de Antioquía \| Bohemundo III de Antioquía \| \| \| Sibila \| Sibila \| Sibila \| Sibila \| Sibila \| Sibila \| \| \| Felipa \| Felipa \| Felipa \| Felipa \| Felipa \| Felipa \| \| \| María \| María \| María \| María \| María \| María \| \| \| Balduino \| Balduino \| Balduino \| Balduino \| Balduino \| Balduino \| \| \| Inés de Châtillon \| Inés de Châtillon \| Inés de Châtillon \| Inés de Châtillon \| Inés de Châtillon \| Inés de Châtillon \| \| \| \| \| \| \| \| \| \| \| \| \| \| \| \| \| \| \| \| \| \| \| \| \| \| \| \| \| \| Orgullosa de Harenc \| Orgullosa de Harenc \| Orgullosa de Harenc \| Orgullosa de Harenc \| Orgullosa de Harenc \| Orgullosa de Harenc \| \| \| Bohemundo III de Antioquía \| Bohemundo III de Antioquía \| Bohemundo III de Antioquía \| Bohemundo III de Antioquía \| Bohemundo III de Antioquía \| Bohemundo III de Antioquía \| \| \| Sibila \| Sibila \| Sibila \| Sibila \| Sibila \| Sibila \| \| \| Felipa \| Felipa \| Felipa \| Felipa \| Felipa \| Felipa \| \| \| María \| María \| María \| María \| María \| María \| \| \| Balduino \| Balduino \| Balduino \| Balduino \| Balduino \| Balduino \| \| \| Inés de Châtillon \| Inés de Châtillon \| Inés de Châtillon \| Inés de Châtillon \| Inés de Châtillon \| Inés de Châtillon \| \| \| \| \| \| \| \| \| \| \| \| \| \| \| \| \| \| \| \| \| \| \| \| \| \| \| \| \| \| \| \| \| \| \| \| \| \| \| \| \| \| \| \| \| \| \| \| \| \| \| \| \| \| \| \| \| \| \| \| \| \| \| \| \| \| \| \| \| \| \| \| \| \| \| \| \| \| \| \| \| \| \| \| \| \| \| \| \| \| \| \| \| \| \| \| \| \| \| \| \| \| \| \| \| \| \| \| \| \| \| \| \| \| \| \| \| \| \| \| \| \| \| \| \| \| \| \| \| \| \| \| \| \| \| \| \| \| \| \| \| \| \| \| \| \| \| \| \| \| \| \| \| \| \| \| \| \| \| \| \| \| \| \| \| \| \| \| \| \| \| \| \| \| \| \| \| \| \| \| \| \| \| \| \| \| \| \| \| \| \| \| \| \| \| \| Raimundo IV de Trípoli \| Raimundo IV de Trípoli \| Raimundo IV de Trípoli \| Raimundo IV de Trípoli \| Raimundo IV de Trípoli \| Raimundo IV de Trípoli \| \| \| Bohemundo IV de Antioquía \| Bohemundo IV de Antioquía \| Bohemundo IV de Antioquía \| Bohemundo IV de Antioquía \| Bohemundo IV de Antioquía \| Bohemundo IV de Antioquía \| \| \| Guillermo \| Guillermo \| Guillermo \| Guillermo \| Guillermo \| Guillermo \| \| \| Alicia \| Alicia \| Alicia \| Alicia \| Alicia \| Alicia \| \| \| Alejo II Comneno \| Alejo II Comneno \| Alejo II Comneno \| Alejo II Comneno \| Alejo II Comneno \| Alejo II Comneno \| \| \| \| \| \| \| \| \| \| \| Andrés II de Hungría \| Andrés II de Hungría \| Andrés II de Hungría \| Andrés II de Hungría \| Andrés II de Hungría \| Andrés II de Hungría \| \| \| \| \| \| \| \| \| \| \| \| \| \| \| \| \| \| \| \| \| \| \| \| \| \| \| \| \| \| Raimundo IV de Trípoli \| Raimundo IV de Trípoli \| Raimundo IV de Trípoli \| Raimundo IV de Trípoli \| Raimundo IV de Trípoli \| Raimundo IV de Trípoli \| \| \| Bohemundo IV de Antioquía \| Bohemundo IV de Antioquía \| Bohemundo IV de Antioquía \| Bohemundo IV de Antioquía \| Bohemundo IV de Antioquía \| Bohemundo IV de Antioquía \| \| \| Guillermo \| Guillermo \| Guillermo \| Guillermo \| Guillermo \| Guillermo \| \| \| Alicia \| Alicia \| Alicia \| Alicia \| Alicia \| Alicia \| \| \| Alejo II Comneno \| Alejo II Comneno \| Alejo II Comneno \| Alejo II Comneno \| Alejo II Comneno \| Alejo II Comneno \| \| \| \| \| \| \| \| \| \| \| Andrés II de Hungría \| Andrés II de Hungría \| Andrés II de Hungría \| Andrés II de Hungría \| Andrés II de Hungría \| Andrés II de Hungría \| \| \| \| \| \| \| \| \| \| \| \| \| \| \| \| \| \| \| \| \| \| \| \| \| \| \| \| \| \| \| \| \| \| \| \| \| \| \| \| \| \| \| \| \| \| \| \| \| \| \| \| \| \| \| \| \| \| \| \| \| \| \| \| \| \| \| \| \| \| \| \| \| \| \| \| \| \| \| \| \| \| \| \| \| \| \| \| \| \| \| \| \| \| \| \| \| \| \| \| \| \| \| \| \| \| \| \| \| \| \| \| \| Raimundo Rubén \| Raimundo Rubén \| Raimundo Rubén \| Raimundo Rubén \| Raimundo Rubén \| Raimundo Rubén \| \| \| Raimundo \| Raimundo \| Raimundo \| Raimundo \| Raimundo \| Raimundo \| \| \| Bohemundo V de Antioquía \| Bohemundo V de Antioquía \| Bohemundo V de Antioquía \| Bohemundo V de Antioquía \| Bohemundo V de Antioquía \| Bohemundo V de Antioquía \| \| \| Felipe \| Felipe \| Felipe \| Felipe \| Felipe \| Felipe \| \| \| Enrique \| Enrique \| Enrique \| Enrique \| Enrique \| Enrique \| \| \| María \| María \| María \| María \| María \| María \| \| \| \| \| \| \| \| \| \| \| \| \| \| \| \| \| \| \| \| \| \| \| \| \| \| \| \| \| \| \| \| \| \| \| \| \| \| Raimundo Rubén \| Raimundo Rubén \| Raimundo Rubén \| Raimundo Rubén \| Raimundo Rubén \| Raimundo Rubén \| \| \| Raimundo \| Raimundo \| Raimundo \| Raimundo \| Raimundo \| Raimundo \| \| \| Bohemundo V de Antioquía \| Bohemundo V de Antioquía \| Bohemundo V de Antioquía \| Bohemundo V de Antioquía \| Bohemundo V de Antioquía \| Bohemundo V de Antioquía \| \| \| Felipe \| Felipe \| Felipe \| Felipe \| Felipe \| Felipe \| \| \| Enrique \| Enrique \| Enrique \| Enrique \| Enrique \| Enrique \| \| \| María \| María \| María \| María \| María \| María \| \| \| \| \| \| \| \| \| \| \| \| \| \| \| \| \| \| \| \| \| \| \| \| \| \| \| \| \| \| \| \| \| \| \| \| \| \| \| \| \| \| \| \| \| \| \| \| \| \| \| \| \| \| Bohemundo VI de Antioquía \| Bohemundo VI de Antioquía \| Bohemundo VI de Antioquía \| Bohemundo VI de Antioquía \| Bohemundo VI de Antioquía \| Bohemundo VI de Antioquía \| \| \| \| \| \| \| \| \| \| \| Hugo III de Chipre \| Hugo III de Chipre \| Hugo III de Chipre \| Hugo III de Chipre \| Hugo III de Chipre \| Hugo III de Chipre \| \| \| \| \| \| \| \| \| \| \| \| \| \| \| \| \| \| \| \| \| \| \| \| \| \| \| \| \| \| \| \| \| \| \| \| \| \| \| \| \| \| \| \| \| |                        |                        |                        |                        |                        |  |  |                            |                            |                            |                            |                            |                            |  |  |                           |                           |                           |                           |                           |                           |  |  |        |        |        |        |        |        |  |  |                      |                      |                      |                      |                      |                      |  |  |                        |                        |                        |                        |                        |                        |  |  |                       |                       |                       |                       |                       |                       |  |  |  |  |  |  |  |  |  |  |  |  |  |  |  |  |  |  |  |  |  |  |  |  |  |  |  |  |
| |                        |                        |                        |                        |                        |  |  |                            |                            |                            |                            |                            |                            |  |  |                           |                           |                           |                           |                           |                           |  |  |        |        |        |        |        |        |  |  | Raimundo de Poitiers | Raimundo de Poitiers | Raimundo de Poitiers | Raimundo de Poitiers | Raimundo de Poitiers | Raimundo de Poitiers |  |  | Constanza de Antioquía | Constanza de Antioquía | Constanza de Antioquía | Constanza de Antioquía | Constanza de Antioquía | Constanza de Antioquía |  |  | Reinaldo de Châtillon | Reinaldo de Châtillon | Reinaldo de Châtillon | Reinaldo de Châtillon | Reinaldo de Châtillon | Reinaldo de Châtillon |  |  |  |  |  |  |  |  |  |  |  |  |  |  |  |  |  |  |  |  |  |  |  |  |  |  |  |  |
| |                        |                        |                        |                        |                        |  |  |                            |                            |                            |                            |                            |                            |  |  |                           |                           |                           |                           |                           |                           |  |  |        |        |        |        |        |        |  |  | Raimundo de Poitiers | Raimundo de Poitiers | Raimundo de Poitiers | Raimundo de Poitiers | Raimundo de Poitiers | Raimundo de Poitiers |  |  | Constanza de Antioquía | Constanza de Antioquía | Constanza de Antioquía | Constanza de Antioquía | Constanza de Antioquía | Constanza de Antioquía |  |  | Reinaldo de Châtillon | Reinaldo de Châtillon | Reinaldo de Châtillon | Reinaldo de Châtillon | Reinaldo de Châtillon | Reinaldo de Châtillon |  |  |  |  |  |  |  |  |  |  |  |  |  |  |  |  |  |  |  |  |  |  |  |  |  |  |  |  |
| |                        |                        |                        |                        |                        |  |  |                            |                            |                            |                            |                            |                            |  |  |                           |                           |                           |                           |                           |                           |  |  |        |        |        |        |        |        |  |  |                      |                      |                      |                      |                      |                      |  |  |                        |                        |                        |                        |                        |                        |  |  |                       |                       |                       |                       |                       |                       |  |  |  |  |  |  |  |  |  |  |  |  |  |  |  |  |  |  |  |  |  |  |  |  |  |  |  |  |
| |                        |                        |                        |                        |                        |  |  |                            |                            |                            |                            |                            |                            |  |  |                           |                           |                           |                           |                           |                           |  |  |        |        |        |        |        |        |  |  |                      |                      |                      |                      |                      |                      |  |  |                        |                        |                        |                        |                        |                        |  |  |                       |                       |                       |                       |                       |                       |  |  |  |  |  |  |  |  |  |  |  |  |  |  |  |  |  |  |  |  |  |  |  |  |  |  |  |  |
| Orgullosa de Harenc | Orgullosa de Harenc    | Orgullosa de Harenc    | Orgullosa de Harenc    | Orgullosa de Harenc    | Orgullosa de Harenc    |  |  | Bohemundo III de Antioquía | Bohemundo III de Antioquía | Bohemundo III de Antioquía | Bohemundo III de Antioquía | Bohemundo III de Antioquía | Bohemundo III de Antioquía |  |  | Sibila                    | Sibila                    | Sibila                    | Sibila                    | Sibila                    | Sibila                    |  |  | Felipa | Felipa | Felipa | Felipa | Felipa | Felipa |  |  | María                | María                | María                | María                | María                | María                |  |  | Balduino               | Balduino               | Balduino               | Balduino               | Balduino               | Balduino               |  |  | Inés de Châtillon     | Inés de Châtillon     | Inés de Châtillon     | Inés de Châtillon     | Inés de Châtillon     | Inés de Châtillon     |  |  |  |  |  |  |  |  |  |  |  |  |  |  |  |  |  |  |  |  |  |  |  |  |  |  |  |  |
| Orgullosa de Harenc | Orgullosa de Harenc    | Orgullosa de Harenc    | Orgullosa de Harenc    | Orgullosa de Harenc    | Orgullosa de Harenc    |  |  | Bohemundo III de Antioquía | Bohemundo III de Antioquía | Bohemundo III de Antioquía | Bohemundo III de Antioquía | Bohemundo III de Antioquía | Bohemundo III de Antioquía |  |  | Sibila                    | Sibila                    | Sibila                    | Sibila                    | Sibila                    | Sibila                    |  |  | Felipa | Felipa | Felipa | Felipa | Felipa | Felipa |  |  | María                | María                | María                | María                | María                | María                |  |  | Balduino               | Balduino               | Balduino               | Balduino               | Balduino               | Balduino               |  |  | Inés de Châtillon     | Inés de Châtillon     | Inés de Châtillon     | Inés de Châtillon     | Inés de Châtillon     | Inés de Châtillon     |  |  |  |  |  |  |  |  |  |  |  |  |  |  |  |  |  |  |  |  |  |  |  |  |  |  |  |  |
| |                        |                        |                        |                        |                        |  |  |                            |                            |                            |                            |                            |                            |  |  |                           |                           |                           |                           |                           |                           |  |  |        |        |        |        |        |        |  |  |                      |                      |                      |                      |                      |                      |  |  |                        |                        |                        |                        |                        |                        |  |  |                       |                       |                       |                       |                       |                       |  |  |  |  |  |  |  |  |  |  |  |  |  |  |  |  |  |  |  |  |  |  |  |  |  |  |  |  |
| |                        |                        |                        |                        |                        |  |  |                            |                            |                            |                            |                            |                            |  |  |                           |                           |                           |                           |                           |                           |  |  |        |        |        |        |        |        |  |  |                      |                      |                      |                      |                      |                      |  |  |                        |                        |                        |                        |                        |                        |  |  |                       |                       |                       |                       |                       |                       |  |  |  |  |  |  |  |  |  |  |  |  |  |  |  |  |  |  |  |  |  |  |  |  |  |  |  |  |
| Raimundo IV de Trípoli | Raimundo IV de Trípoli | Raimundo IV de Trípoli | Raimundo IV de Trípoli | Raimundo IV de Trípoli | Raimundo IV de Trípoli |  |  | Bohemundo IV de Antioquía  | Bohemundo IV de Antioquía  | Bohemundo IV de Antioquía  | Bohemundo IV de Antioquía  | Bohemundo IV de Antioquía  | Bohemundo IV de Antioquía  |  |  | Guillermo                 | Guillermo                 | Guillermo                 | Guillermo                 | Guillermo                 | Guillermo                 |  |  | Alicia | Alicia | Alicia | Alicia | Alicia | Alicia |  |  | Alejo II Comneno     | Alejo II Comneno     | Alejo II Comneno     | Alejo II Comneno     | Alejo II Comneno     | Alejo II Comneno     |  |  |                        |                        |                        |                        |                        |                        |  |  | Andrés II de Hungría  | Andrés II de Hungría  | Andrés II de Hungría  | Andrés II de Hungría  | Andrés II de Hungría  | Andrés II de Hungría  |  |  |  |  |  |  |  |  |  |  |  |  |  |  |  |  |  |  |  |  |  |  |  |  |  |  |  |  |
| Raimundo IV de Trípoli | Raimundo IV de Trípoli | Raimundo IV de Trípoli | Raimundo IV de Trípoli | Raimundo IV de Trípoli | Raimundo IV de Trípoli |  |  | Bohemundo IV de Antioquía  | Bohemundo IV de Antioquía  | Bohemundo IV de Antioquía  | Bohemundo IV de Antioquía  | Bohemundo IV de Antioquía  | Bohemundo IV de Antioquía  |  |  | Guillermo                 | Guillermo                 | Guillermo                 | Guillermo                 | Guillermo                 | Guillermo                 |  |  | Alicia | Alicia | Alicia | Alicia | Alicia | Alicia |  |  | Alejo II Comneno     | Alejo II Comneno     | Alejo II Comneno     | Alejo II Comneno     | Alejo II Comneno     | Alejo II Comneno     |  |  |                        |                        |                        |                        |                        |                        |  |  | Andrés II de Hungría  | Andrés II de Hungría  | Andrés II de Hungría  | Andrés II de Hungría  | Andrés II de Hungría  | Andrés II de Hungría  |  |  |  |  |  |  |  |  |  |  |  |  |  |  |  |  |  |  |  |  |  |  |  |  |  |  |  |  |
| |                        |                        |                        |                        |                        |  |  |                            |                            |                            |                            |                            |                            |  |  |                           |                           |                           |                           |                           |                           |  |  |        |        |        |        |        |        |  |  |                      |                      |                      |                      |                      |                      |  |  |                        |                        |                        |                        |                        |                        |  |  |                       |                       |                       |                       |                       |                       |  |  |  |  |  |  |  |  |  |  |  |  |  |  |  |  |  |  |  |  |  |  |  |  |  |  |  |  |
| Raimundo Rubén | Raimundo Rubén         | Raimundo Rubén         | Raimundo Rubén         | Raimundo Rubén         | Raimundo Rubén         |  |  | Raimundo                   | Raimundo                   | Raimundo                   | Raimundo                   | Raimundo                   | Raimundo                   |  |  | Bohemundo V de Antioquía  | Bohemundo V de Antioquía  | Bohemundo V de Antioquía  | Bohemundo V de Antioquía  | Bohemundo V de Antioquía  | Bohemundo V de Antioquía  |  |  | Felipe | Felipe | Felipe | Felipe | Felipe | Felipe |  |  | Enrique              | Enrique              | Enrique              | Enrique              | Enrique              | Enrique              |  |  | María                  | María                  | María                  | María                  | María                  | María                  |  |  |                       |                       |                       |                       |                       |                       |  |  |  |  |  |  |  |  |  |  |  |  |  |  |  |  |  |  |  |  |  |  |  |  |  |  |  |  |
| Raimundo Rubén | Raimundo Rubén         | Raimundo Rubén         | Raimundo Rubén         | Raimundo Rubén         | Raimundo Rubén         |  |  | Raimundo                   | Raimundo                   | Raimundo                   | Raimundo                   | Raimundo                   | Raimundo                   |  |  | Bohemundo V de Antioquía  | Bohemundo V de Antioquía  | Bohemundo V de Antioquía  | Bohemundo V de Antioquía  | Bohemundo V de Antioquía  | Bohemundo V de Antioquía  |  |  | Felipe | Felipe | Felipe | Felipe | Felipe | Felipe |  |  | Enrique              | Enrique              | Enrique              | Enrique              | Enrique              | Enrique              |  |  | María                  | María                  | María                  | María                  | María                  | María                  |  |  |                       |                       |                       |                       |                       |                       |  |  |  |  |  |  |  |  |  |  |  |  |  |  |  |  |  |  |  |  |  |  |  |  |  |  |  |  |
| |                        |                        |                        |                        |                        |  |  |                            |                            |                            |                            |                            |                            |  |  | Bohemundo VI de Antioquía | Bohemundo VI de Antioquía | Bohemundo VI de Antioquía | Bohemundo VI de Antioquía | Bohemundo VI de Antioquía | Bohemundo VI de Antioquía |  |  |        |        |        |        |        |        |  |  | Hugo III de Chipre   | Hugo III de Chipre   | Hugo III de Chipre   | Hugo III de Chipre   | Hugo III de Chipre   | Hugo III de Chipre   |  |  |                        |                        |                        |                        |                        |                        |  |  |                       |                       |                       |                       |                       |                       |  |  |  |  |  |  |  |  |  |  |  |  |  |  |  |  |  |  |  |  |  |  |  |  |  |  |  |  |

La primera esposa de Bohemundo, Plasencia, era hija de Hugo III Embriaco, señor de Gibelet y Estefanía de Milly. El matrimonio aseguró la posición de Bohemundo en el Condado de Trípoli. Raimundo, el hijo mayor de Bohemundo y Plasencia, fue asesinado en 1213 a la edad de 18 años. Bohemundo fue sucedido por su segundo hijo, Bohemundo, tanto en Antioquía como en Trípoli. Su tercer hijo, Felipe, fue el primer esposo de Isabel de Cilicia, gobernó el Reino armenio de Cilicia entre 1222 y 1224. Murió en prisión. El hijo menor de Bohemundo, Enrique, se casó con Isabel de Chipre; su hijo, Hugo, heredó Chipre en 1267 y el Reino de Jerusalén en 1268.
La segunda esposa de Bohemundo, Melisenda de Lusignan, era la hija menor de Emerico de Lusignan, rey de Chipre y Jerusalén, e Isabel de Jerusalén. Su hija, María, reclamó el Reino de Jerusalén contra su sobrino, Hugo, en 1268. María murió después de 1307.